# فهرست پرفروش‌ترین فیلم‌های غیر انگلیسی زبان
این فهرستی از پرفروش‌ترین فیلم‌های غیر-انگلیسی در سراسر دنیا است.
از نظر درآمد ناخالص، فیلم‌های انگلیسی‌زبان بسیار بیش از حد در میان پرفروش‌ترین فیلم‌های تمام زمان‌ها نمایندگی می‌کنند. در میان ۱۰۰ فیلم برتر پرفروش جهان، ۹۷ فیلم به زبان انگلیسی هستند و تنها سه فیلم دیگر، نبرد در دریاچه چانگ‌جین, گرگ مبارز ۲ و سلام مامان به زبان چینی هستند. منبع اصلی پرفروش‌ترین فیلم‌ها استودیوهای بزرگ فیلم در داخل و اطراف هالیوود، کالیفرنیا هستند. در نتیجه، تقریباً تمام این فیلم‌ها فیلم‌های انگلیسی زبان هستند زیرا ایالات متحده در درجهٔ اول یک کشور انگلیسی زبان است.

## فهرست پرفروش‌ترین فیلم‌ها بر پایهٔ فروش گیشه
| رتبه | عنوان فارسی                               | عنوان اصلی                    | زبان‌های اصلی              | کشور                                    | فروش جهانی (دلار آمریکا)                                       | سال  | Ref               |
| ---- | ----------------------------------------- | ----------------------------- | ------------------------- | --------------------------------------- | -------------------------------------------------------------- | ---- | ----------------- |
| ۱    | نبرد در دریاچه چانگ‌جین                    | 长津湖                        | ماندارین                  | چین                                     | $۹۰۶ میلیون                                                    | ۲۰۲۱ | [ ۲ ] [ ۳ ] [ ۴ ] |
| ۲    | گرگ مبارز ۲                               | 战狼۲                         | چینی ماندارین             | چین                                     | $۸۷۴ میلیون                                                    | ۲۰۱۷ | [ ۸ ]             |
| ۳    | سلام، مامان                               | 你好，李焕英                  | ماندارین                  | چین                                     | $۸۴۸ میلیون                                                    | ۲۰۲۱ | [ ۹ ]             |
| ۴    | نژا                                       | 哪吒之魔童降世                | ماندارین                  | چین                                     | $۷۴۳ میلیون                                                    | ۲۰۱۹ | [ ۱۰ ]            |
| ۵    | زمین سرگردان                              | 流浪地球                      | ماندارین                  | چین                                     | $۶۹۹ میلیون                                                    | ۲۰۱۹ | [ ۱۱ ]            |
| ۶    | کارآگاه محله چینی‌ها ۳                     | 唐人街探案۳                   | ماندارین                  | چین                                     | $۶۸۶ میلیون                                                    | ۲۰۲۱ | [ ۱۲ ]            |
| ۷    | مصائب مسیح                                | The Passion of the Christ     | - آرامی - لاتین - عبری    | ایالات متحده                            | $۶۱۲ میلیون                                                    | ۲۰۰۴ | [ ۱۳ ]            |
| ۸    | عملیات دریای سرخ                          | 红海行动                      | ماندارین                  | چین                                     | $۵۷۹ میلیون                                                    | ۲۰۱۸ | [ ۱۴ ]            |
| ۹    | پری دریایی                                | 美人鱼                        | ماندارین                  | - چین - هنگ کنگ                         | $۵۵۳ میلیون                                                    | ۲۰۱۶ | [ ۱۵ ]            |
| ۱۰   | کارآگاه محله چینی‌ها ۲                     | 唐人街探案۲                   | ماندارین                  | چین                                     | $۵۴۴ میلیون                                                    | ۲۰۱۸ | [ ۱۶ ]            |
| ۱۱   | شیطان‌کش: فیلم کیمتسو نو یائیبا: قطار موگن | 劇場版「鬼滅の刃」 無限列車編 | ژاپنی                     | ژاپن                                    | $۵۰۳ میلیون                                                    | ۲۰۲۰ | [ ۱۷ ]            |
| ۱۲   | هشتصد                                     | 八佰                          | ماندارین                  | چین                                     | $۴۵۰ میلیون                                                    | ۲۰۲۰ | [ ۱۸ ]            |
| ۱۳   | مرگ برای زنده ماندن                       | 我不是药神                    | ماندارین                  | چین                                     | $۴۵۱ میلیون                                                    | ۲۰۱۸ | [ ۱۹ ]            |
| ۱۴   | مردم من، کشور من                          | 我和我的祖国                  | ماندارین                  | چین                                     | $۴۵۰ میلیون                                                    | ۲۰۱۹ | [ ۲۰ ]            |
| ۱۵   | دست‌نیافتنی‌ها                              | Intouchables                  | فرانسوی                   | فرانسه                                  | $۴۲۷ میلیون                                                    | ۲۰۱۱ | [ ۲۱ ]            |
| ۱۶   | مردم من، وطن من                           | 我和我的家乡                  | ماندارین                  | چین                                     | $۴۲۲ میلیون                                                    | ۲۰۲۰ | [ ۲۲ ]            |
| ۱۷   | کاپیتان                                   | 中国机长                      | ماندارین                  | چین                                     | $۴۱۷ میلیون                                                    | ۲۰۱۹ | [ ۲۳ ]            |
| ۱۸   | شهر اشباح                                 | 千と千尋の神隠し              | ژاپنی                     | ژاپن                                    | $۳۹۵ میلیون                                                    | ۲۰۰۱ | [ ref ۱ ] [ ۲۹ ]  |
| ۱۹   | شکار هیولا                                | 捉妖記                        | ماندارین                  | - چین - هنگ کنگ                         | $۳۸۷ میلیون                                                    | ۲۰۱۵ | [ ۳۰ ]            |
| ۲۰   | نام تو                                    | 君の名は。                    | ژاپنی                     | ژاپن                                    | ۳۸۰ میلیون دلار آمریکا                                         | ۲۰۱۶ | [ ۲۹ ] [ ۳۱ ]     |
| ۲۱   | سلام آقای میلیاردر                        | 西虹市首富                    | ماندارین                  | چین                                     | $۳۷۱ میلیون                                                    | ۲۰۱۸ | [ ۳۲ ]            |
| ۲۲   | شکار هیولا ۲                              | 捉妖记۲                       | ماندارین                  | - چین - هنگ کنگ                         | $۳۶۲ میلیون                                                    | ۲۰۱۸ | [ ۳۳ ]            |
| ۲۳   | دنگل                                      | दंगल                           | زبان هندوستانی            | هندوستان                                | $۳۴۰ میلیون                                                    | ۲۰۱۶ | [ ۳۴ ]            |
| ۲۴   | هرگز نگو مرگ                              | 羞羞的铁拳                    | ماندارین                  | چین                                     | $۳۳۴ میلیون                                                    | ۲۰۱۷ | [ ۳۵ ]            |
| ۲۵   | بیگانه دیوانه                             | 疯狂的外星人                  | ماندارین                  | چین                                     | $۳۲۷ میلیون                                                    | ۲۰۱۹ | [ ۳۶ ]            |
| ۲۶   | مولان                                     | 花木兰                        | ماندارین                  | چین                                     | $۳۰۴ میلیون                                                    | ۲۰۰۹ | [ ۳۷ ]            |
| ۲۷   | پرونده قبلی ۳: بازگشت پیشینیان            | 前任۳：再见前任               | ماندارین                  | چین                                     | $۳۰۳ میلیون                                                    | ۲۰۱۷ | [ ۳۸ ]            |
| ۲۸   | باهوبالی ۲: فرجام                         | - బాహుబలి ۲: ముగింపు                 | - تلوگو تامیلی            | هندوستان                                | خطای عبارت: نویسه نقطه‌گذاری شناخته نشده «ه» میلیون دلار آمریکا | ۲۰۱۷ | [ ۳۹ ]            |
| ۲۹   | موجین: افسانه گمشده                       | 鬼吹燈之尋龍訣                | ماندارین                  | چین                                     | $۲۵۹ میلیون                                                    | ۲۰۱۵ | [ ۴۰ ]            |
| ۳۰   | انگل                                      | 기생충                        | کره‌ای                     | کره جنوبی                               | $۲۵۹ میلیون                                                    | ۲۰۱۹ | [ ۴۱ ]            |
| ۳۱   | کونگ فو یوگا                              | 功夫瑜伽                      | - ماندارین - هندی - تامیل | - چین - هند                             | $۲۵۸ میلیون                                                    | ۲۰۱۷ | [ ۴۰ ]            |
| ۳۲   | گمشده در هنگ کنگ                          | 港囧                          | ماندارین                  | چین                                     | $۲۵۶ میلیون                                                    | ۲۰۱۵ | [ ۴۳ ]            |
| ۳۳   | پگاسوس                                    | 飞驰人生                      | ماندارین                  | چین                                     | $۲۵۶ میلیون                                                    | ۲۰۱۹ | [ ۴۴ ]            |
| ۳۴   | سفر به غرب: بازگشت شیطان                  | 西游伏妖篇                    | ماندارین                  | چین                                     | $۲۴۸ میلیون                                                    | ۲۰۱۷ | [ ۴۵ ]            |
| ۳۵   | شجاع‌ترین                                  | 烈火英雄                      | ماندارین                  | چین                                     | $۲۴۵٫۲ میلیون                                                  | ۲۰۱۹ | [ ۴۶ ]            |
| ۳۶   | به استیکز خوش آمدید                       | Bienvenue chez les Ch'tis     | French                    | فرانسه                                  | $۲۴۵ میلیون                                                    | ۲۰۰۸ | [ ۴۷ ]            |
| ۳۷   | جیانگ زیا                                 | 姜子牙                        | ماندارین                  | چین                                     | $۲۴۳ میلیون                                                    | ۲۰۲۰ | [ ۲۲ ]            |
| ۳۸   | ایپ من ۴: نهایی                           | 葉問۴：完結篇                 | کانتونی                   | - چین - هنگ کنگ                         | $۲۳۹ میلیون                                                    | ۲۰۱۹ | [ ref ۲ ]         |
| ۳۹   | قلعه متحرک هاول                           | ハウルの動く城                | ژاپنی                     | ژاپن                                    | $۲۳۵ میلیون                                                    | ۲۰۰۵ | [ ۴۸ ]            |
| ۴۰   | زندگی زیباست                              | La vita è bella               | ایتالیایی                 | ایتالیا                                 | $۲۳۰ میلیون                                                    | ۱۹۹۷ | [ ۴۹ ]            |
| ۴۱   | خداحافظ آقای بازنده                       | 夏洛特烦恼                    | ماندارین                  | چین                                     | $۲۲۸ میلیون                                                    | ۲۰۱۵ | [ ۵۰ ]            |
| ۴۲   | جوانان                                    | 芳华                          | ماندارین                  | چین                                     | $۲۲۷ میلیون                                                    | ۲۰۱۷ | [ ۵۱ ]            |
| ۴۳   | موج شوک ۲                                 | 拆彈專家۲                     | کانتونی                   | - چین - هنگ کنگ                         | $۲۲۶ میلیون                                                    | ۲۰۲۰ | [ ref ۳ ]         |
| ۴۴   | روزهای بهتر                               | 少年的你                      | ماندارین                  | چین                                     | $۲۲۶ میلیون                                                    | ۲۰۱۹ | [ ۵۲ ]            |
| ۴۵   | آتش خشمگین                                | 怒火                          | ماندارین                  | - چین - هنگ کنگ                         | $۲۲۴ میلیون                                                    | ۲۰۲۱ | [ ref ۴ ]         |
| ۴۶   | یک گل قرمز کوچک                           | 送你一朵小红花                | ماندارین                  | چین                                     | $۲۱۶ میلیون                                                    | ۲۰۲۰ | [ ۵۳ ]            |
| ۴۷   | ببر خیزان، اژدهای پنهان                   | 臥虎藏龍                      | ماندارین                  | - چین - هنگ کنگ - تایوان - ایالات متحده | $۲۱۳ میلیون                                                    | ۲۰۰۰ | [ ۵۴ ]            |
| ۴۸   | ما و آنها                                 | 后来的我们                    | ماندارین                  | چین                                     | $۲۰۹ میلیون                                                    | ۲۰۱۸ | [ ۵۵ ]            |
| ۴۹   | سفر به غرب: چیرگی بر ارواح خبیث           | 西游·降魔篇                   | ماندارین                  | - چین - هنگ کنگ                         | $۲۰۷ میلیون                                                    | ۲۰۱۳ | [ ۵۶ ]            |
| ۵۰   | پزشکان چینی                               | 中国医生                      | ماندارین                  | چین                                     | $۲۰۶ میلیون                                                    | ۲۰۲۱ | [ ۵۷ ]            |

## پذیرش باکس آفیس
| عنوان فارسی                                | عنوان اصلی                                                  | زبان اصلی              | کشور                       | تعداد فروش بلیط (حدود) | سال  | منبع                 |
| ------------------------------------------ | ----------------------------------------------------------- | ---------------------- | -------------------------- | ---------------------- | ---- | -------------------- |
| In-Laws (Full House of Joy)                | 喜盈门                                                      | چینی ماندارین          | چین                        | ۴۶۹ میلیون             | ۱۹۸۱ | [ ۵۸ ] [ ۵۹ ] [ ۶۰ ] |
| بودای مرموز                                | 神秘的大佛                                                  | ماندارین               | چین                        | ۴۰۳ میلیون             | ۱۹۸۰ | [ ۵۸ ] [ ۶۱ ]        |
| کاروان                                     | - कारवाँ - کاروان                                              | هندی                   | هندوستان                   | ۳۱۹ میلیون             | ۱۹۷۱ | [ ref ۵ ]            |
| معبد شائولین                               | 少林寺                                                      | ماندارین               | - چین - هنگ کنگ            | ۳۰۵ میلیون             | ۱۹۸۲ | [ ref ۶ ]            |
| تیراندازی در CIB                           | 保密局的枪声                                                | ماندارین               | چین                        | ۳۰۰ میلیون             | ۱۹۷۹ | [ ۶۵ ] [ ۷۰ ]        |
| شعله (Embers)                              | - शोले - شعلی                                                 | هندوستانی              | هندوستان                   | ۲۵۰ میلیون             | ۱۹۷۵ | [ ۷۱ ]               |
| آواره (The Vagabond)                       | - आवारा - آواره                                               | هندوستانی              | هندوستان                   | ۲۱۷ میلیون             | ۱۹۵۱ | [ ref ۷ ]            |
| گرگ مبارز ۲                                | 战狼۲                                                       | ماندارین               | چین                        | ۱۵۹ میلیون             | ۲۰۱۷ | [ ref ۸ ]            |
| درخت گلوله برفی قرمز                       | Калина красная                                              | زبان روسی              | اتحاد جماهیر شوروی         | ۱۴۰ میلیون             | ۱۹۷۴ | [ ۸۱ ]               |
| عاشقانه در کوه لوشان                       | 庐山恋                                                      | ماندارین               | چین                        | ۱۴۰ میلیون             | ۱۹۸۰ | [ ۸۲ ]               |
| رقصنده دیسکو                               | - डिस्को डांसर - ڈسکو رقاصه                                      | هندوستانی              | هندوستان                   | ۱۳۵ میلیون             | ۱۹۸۲ | [ ref ۹ ]            |
| بابی                                       | - बॉबी - بابی                                                 | هندوستانی              | هندوستان                   | ۱۱۶ میلیون             | ۱۹۷۳ | [ ref ۱۰ ]           |
| باهوبالی ۲: فرجام                          | - బాహుబలి ۲: ముగింపు                                               | - تلوگو                | هندوستان                   | ۱۰۵ میلیون             | ۲۰۱۷ | [ ref ۱۱ ]           |
| زمین سرگردان                               | 流浪地球                                                    | ماندارین               | چین                        | ۱۰۴ میلیون             | ۲۰۱۹ | [ ref ۱۲ ]           |
| مادر هند                                   | - मदर इण्डिया - مدر انڈیا                                      | هندوستانی              | هندوستان                   | ۱۰۰ میلیون             | ۱۹۵۷ | [ ref ۱۳ ]           |
| مغول اعظم                                  | - मुग़ल-ए-आज़म - مغل اعظم - Mughal-e-Azam                      | - هندی - اردو          | هندوستان                   | ۱۰۰ میلیون             | ۱۹۶۰ | [ ref ۱۴ ]           |
| مرد دوزیستان                               | Человек-амфибия                                             | روسی                   | اتحاد جماهیر شوروی         | ۱۰۰ میلیون             | ۱۹۶۲ | [ ۹۷ ]               |
| عملیات دریای سرخ                           | 红海行动                                                    | ماندارین               | چین                        | ۹۴ میلیون              | ۲۰۱۸ | [ ref ۱۵ ]           |
| پری دریایی                                 | 美人鱼                                                      | ماندارین               | - چین - هنگ کنگ            | ۹۲ میلیون              | ۲۰۱۶ | [ ref ۱۶ ]           |
| فاتح سرنوشت (Conqueror of Destiny)         | - मुकद्दर का सिकन्दर - فاتح سرنوشت - Muqaddar Ka Sikandar        | هندوستانی              | هندوستان                   | ۹۲ میلیون              | ۱۹۷۸ | [ ref ۱۷ ]           |
| یسنیا                                      | Yesenia                                                     | زبان اسپانیایی         | مکزیک                      | ۹۱ میلیون              | ۱۹۷۱ | [ ۱۰۲ ]              |
| مصائب مسیح                                 | The Passion of the Christ                                   | - آرامی - لاتین - عبری | ایالات متحده               | ۹۱ میلیون              | ۲۰۰۴ | [ ref ۱۸ ]           |
| مرگ برای زنده ماندن                        | 我不是药神                                                  | ماندارین               | چین                        | ۸۹ میلیون              | ۲۰۱۸ | [ ۱۰۶ ]              |
| دزدان دریایی قرن بیستم                     | Пираты XX века                                              | روسی                   | اتحاد جماهیر شوروی         | ۸۸ میلیون              | ۱۹۸۰ | [ ۱۰۷ ]              |
| کارآگاه محله چینی‌ها ۲                      | 唐人街探案 ۲                                                | ماندارین               | چین                        | ۸۷ میلیون              | ۲۰۱۸ | [ ref ۱۹ ]           |
| دنگل                                       | दंगल                                                         | زبان هندوستانی         | هندوستان                   | ۸۶ میلیون              | ۲۰۱۶ | [ ref ۲۰ ]           |
| گنگا و جمنا                                | - गंगा जमना - گنگا جامنی                                       | - هندوستانی - اودهی    | هندوستان                   | ۸۴ میلیون              | ۱۹۶۱ | [ ref ۲۱ ]           |
| مسکو اشک‌ها را باور ندارد                   | Москва слезам не верит                                      | روسی                   | اتحاد جماهیر شوروی         | ۸۴ میلیون              | ۱۹۸۰ | [ ۱۰۷ ]              |
| آدم‌ربایی، به سبک قفقازی                    | Кавказская пленница                                         | روسی                   | اتحاد جماهیر شوروی         | ۷۷ میلیون              | ۱۹۶۷ | [ ۱۰۷ ]              |
| دست الماس                                  | Бриллиантовая рука                                          | روسی                   | اتحاد جماهیر شوروی         | ۷۷ میلیون              | ۱۹۶۹ | [ ۱۰۷ ]              |
| عروسی در مالینووکا                         | Свадьба в Малиновке                                         | روسی                   | اتحاد جماهیر شوروی         | ۷۵ میلیون              | ۱۹۶۷ | [ ۱۰۷ ]              |
| علی‌بابا و چهل دزد                          | - अलीबाबा और चलीस चो - Приключения Али-Бабы и сорока разбойников | - هندوستانی - روسی     | - هند - اتحاد جماهیر شوروی | ۷۴ میلیون              | ۱۹۸۰ | [ ref ۲۲ ]           |
| من برای تو چه کسی هستم؟ (Who Am I to You?) | हम आपके हैं कौन                                                 | هندی                   | هندوستان                   | ۷۴ میلیون              | ۱۹۹۴ | [ ۸۷ ]               |
| اسم من دلقک (My Name is Joker)             | - मेरा नाम जोकर - میرا نام جوکر هی                              | هندوستانی              | هندوستان                   | ۷۳ میلیون              | ۱۹۷۰ | [ ۱۲۴ ]              |
| سیتا و گیتا (Seeta and Geeta)              | - सीता और गीता - سیتا اور گیٹا                                  | هندوستانی              | هندوستان                   | ۷۳ میلیون              | ۱۹۷۲ | [ ref ۲۳ ]           |
| نیزه سه‌شاخه (Trident)                      | - त्रिशूल - تریشول                                             | هندوستانی              | هندوستان                   | ۷۳ میلیون              | ۱۹۷۸ | [ ref ۲۴ ]           |
| سلام آقای میلیاردر                         | 西虹市首富                                                  | ماندارین               | چین                        | ۷۳ میلیون              | ۲۰۱۸ | [ ۹۲ ]               |
| خدمه هوایی                                 | Экипаж                                                      | روسی                   | اتحاد جماهیر شوروی         | ۷۱ میلیون              | ۱۹۸۰ | [ ۱۰۷ ]              |
| عملیات Y و دیگر ماجراهای شوریک             | Операция „Ы“ и другие приключения Шурика                    | روسی                   | اتحاد جماهیر شوروی         | ۷۰ میلیون              | ۱۹۶۵ | [ ۱۰۷ ]              |
| باربر                                      | - कूली - کولی                                                 | هندوستانی              | هندوستان                   | ۷۰ میلیون              | ۱۹۸۳ | [ ۱۲۶ ]              |

## درآمد فروش ویدیوی خانگی
| عنوان فارسی                               | عنوان اصلی                                     | زبان اصلی | کشور | فروش                   | سال  | منبع            |
| ----------------------------------------- | ---------------------------------------------- | --------- | ---- | ---------------------- | ---- | --------------- |
| شهر اشباح                                 | 千と千尋の神隠し                               | ژاپنی     | ژاپن | ۳۲۴ میلیون دلار آمریکا | ۲۰۰۱ | [ ۱۲۷ ] [ ۱۲۸ ] |
| شاهزاده مونونوکه                          | もののけ姫                                     | ژاپنی     | ژاپن | ۲۶۰ میلیون دلار آمریکا | ۱۹۹۷ | [ ref ۲۵ ]      |
| همسایه من توتورو                          | となりのトトロ                                 | ژاپنی     | ژاپن | ۲۵۰ میلیون دلار آمریکا | ۱۹۸۸ | [ ۱۲۹ ]         |
| فاینال فانتزی ۷: ظهور کودکان              | ファイナルファンタジーVII アドベントチルドレン | ژاپنی     | ژاپن | ۲۴۹ میلیون دلار آمریکا | ۲۰۰۵ | [ ref ۲۶ ]      |
| قلعه متحرک هاول                           | ハウルの動く城                                 | ژاپنی     | ژاپن | ۱۶۷ میلیون دلار آمریکا | ۲۰۰۱ | [ ۱۲۷ ] [ ۱۳۲ ] |
| پوکمون: اولین فیلم                        | 劇場版ポケットモンスター ミュウツーの逆襲      | ژاپنی     | ژاپن | دلار آمریکا            | ۱۹۹۹ | [ ۱۳۳ ] [ ۱۳۴ ] |
| نائوشیکا از دره باد                       | 風の谷のナウシカ                               | ژاپنی     | ژاپن | ۱۰۲ میلیون دلار آمریکا | ۱۹۸۶ | [ ۱۳۵ ] [ ۱۳۶ ] |
| لاپوتا قلعه‌ای در آسمان                    | 天空の城ラピュタ                               | ژاپنی     | ژاپن | ۱۰۰ میلیون دلار آمریکا | ۱۹۸۴ | [ ref ۲۷ ]      |
| آکیرا                                     | アキラ                                         | ژاپنی     | ژاپن | ۸۰ میلیون دلار آمریکا  | ۱۹۸۸ | [ ۱۳۷ ]         |
| شیطان‌کش: فیلم کیمتسو نو یائیبا: قطار موگن | 劇場版「鬼滅の刃」 無限列車編                  | ژاپنی     | ژاپن | ۶۸ میلیون دلار آمریکا  | ۲۰۲۰ | [ ۱۳۸ ]         |
| رزیدنت ایول: تباهی                        | バイオハザード：ディジェネレーション           | ژاپنی     | ژاپن | ۷۶ میلیون دلار آمریکا  | ۲۰۰۸ | [ ref ۲۸ ]      |
| نام تو                                    | 君の名は。                                     | ژاپنی     | ژاپن | ۶۰ میلیون دلار آمریکا  | ۲۰۱۶ | [ ۱۳۹ ]         |

## پرفروش‌ترین‌ها بر پایهٔ سال
| عنوان                  | سال  | فروش جهانی     | بودجه              | منابع               |         |
| ---------------------- | ---- | -------------- | ------------------ | ------------------- | ------- |
| شاهزاده مونونوکه       | ۱۹۹۷ | $۱۵۹ میلیون    | ژاپنی              | ژاپن                | [ ۱۴۰ ] |
| شهر اشباح              | ۲۰۰۱ | $۲۷۴٫۹۳ میلیون | ژاپنی              | ژاپن                | [ ۱۴۱ ] |
| مصائب مسیح             | ۲۰۰۴ | $۶۱۲ میلیون    | آرامی، لاتین، عبری | ایالات متحده آمریکا | [ ۱۴۲ ] |
| گرگ مبارز ۲            | ۲۰۱۷ | $۸۷۰ میلیون    | چینی ماندارین      | چین                 | [ ۱۴۴ ] |
| نبرد در دریاچه چانگ‌جین | ۲۰۲۱ | $۹۰۶ میلیون    | چینی ماندارین      | چین                 | [ ۱۴۵ ] |